# 黃一展
黃一展（1990年7月21日—)，Jack Huang，台北人，政治大學新聞系畢業，倫敦大學亞非學院經濟碩士。現任職於聯合國資訊與通訊科技辦公室（OICT），常駐於曼谷，負責維和部隊後勤管理與數據分析。
同時為青年創業者，在區塊鏈應用，加密貨幣經濟，資產數位化等方面有所研究，在多個項目擔任顧問，以及於各相關活動受邀擔任講師。

## 生平
黃一展從17歲就讀於師大附中時，因參加海外交流計畫遠赴歐盟總部布魯塞爾，而立志於國際組織工作。政治大學新聞系畢業後，進入倫敦大學亞非學院，2015年，申請到聯合國為期半年的實習機會，於聯合國貿易投資部做亞太貿易投資的相關研究。其後積極主動不斷爭取下，進入聯合國資訊與通訊科技辦公室（OICT）。
由於台灣因兩岸關係發展下，黃一展年紀輕輕在沒有特殊背景下獲聘聯合國雇員引起台灣境內媒體關注。
於天下雜誌換日線，關鍵評論網，鏡傳媒等網路媒體以Jack Huang發表文章，探討國際時事，東南亞議題與個人見聞。 同時專注於研究區塊鏈創業與投資，於2016年受邀擔任MMI Platinum Co., Ltd. Crypto投資顧問。

## 著作
- 《用地圖看懂東南亞經濟》（台北：商周，2019）
- 《區塊鏈技術與微型金融 社會永續發展的新契機 （页面存档备份，存于）》（太平洋企業論壇簡訊 2018年6月號，2018）
- 《遠端醫療的發展與 經濟效益以硅谷 JOINWELL 醫療項目為例 （页面存档备份，存于）》（太平洋企業論壇簡訊 2018年5月號，2018）
- 《聯合國維和部隊與所在國的經濟影響 （页面存档备份，存于）》（太平洋企業論壇簡訊 2018年4月號，2018）
- 《佈局亞洲投資貿易「東部經濟走廊」將成為亞洲新經貿重心 （页面存档备份，存于）》（太平洋企業論壇簡訊 2018年3月號，2018）
- 《中國利用一帶一路政策與APEC框架緊密結合 （页面存档备份，存于）》（太平洋企業論壇簡訊 2018年2月號，2018）
- 《亞太經貿將更仰賴中國角色淺談RCEP （页面存档备份，存于）》（太平洋企業論壇簡訊 2018年1月號，2018）
- 《青年寫給青年的東協工作筆記：歷史、產業、生活、民情觀察 （页面存档备份，存于）》（台北：寫樂文化，2017）
- 《東協經濟共同體(AEC)對企業佈局之影響 （页面存档备份，存于）》（太平洋企業論壇簡訊 2016年1月號，2016）
- 《從Philip Morris v. The Commonwealth of Australia 案淺談國際投資仲裁制度 （页面存档备份，存于）》（太平洋企業論壇簡訊 2016年2月號，2016）
- 《企業責任與永續發展-Responsibility for Cooperation and Sustainability （页面存档备份，存于）》（太平洋企業論壇簡訊 2016年8月號，2016）
- 《東盟4.0之商機與挑戰-從泰國觀察 （页面存档备份，存于）》（太平洋企業論壇簡訊  2016年11月號，2016）
- 《東南亞微型金融發展 -泰國觀察 （页面存档备份，存于）》（太平洋企業論壇簡訊  2016年12月號，2016）
- 《科學、科技與創新(STI) -社會影響與政策建議 （页面存档备份，存于）》（太平洋企業論壇簡訊  2017年2月號，2017）
- 《創新與成長的極限 The Limit of Innovation and Economic Growth （页面存档备份，存于）》（太平洋企業論壇簡訊  2017年4月號，2017）
- 《論投資者- 地主國仲裁機制淺談 Philip Morris Asia Limited 訴烏拉圭政府案 （页面存档备份，存于）》（太平洋企業論壇簡訊 2017年5月號，2017）
- 《泰國的南- 南合作經驗 - 2017 亞太永續發展論壇筆記 （页面存档备份，存于）》（太平洋企業論壇簡訊 2017年6月號，2017）
- 《淺談泰國的投資仲裁機制發展 （页面存档备份，存于）》（太平洋企業論壇簡訊 2017年8月號，2017）

- 《The ASEAN Economic Cooperation (AEC) and its New Opportunities （页面存档备份，存于）》（APEC Newsletter，2017）
- 《東協與太平洋聯盟建立合作關係 （页面存档备份，存于）》（APEC Newsletter，2017）
- 《The Investment Dispute Settlement in ASEAN （页面存档备份，存于）》（APEC Newsletter，2017）
- 《“New Southward” Is Another Political Slogan or Is a Comprehensive Strategy? （页面存档备份，存于）》（Asia Pacific Perspectives，2017）
- 《The Overview of Informal Sector in Thailand, （页面存档备份，存于）》（Asia Pacific Perspectives，2017）

- 《簡評ISDS機制-以泰國觀察為例[]》（東協瞭望 第014期 ，2016）